# Jack Miller (motociclista)
Jack Peter Miller (Townsville, 18 de janeiro de 1995) é um motociclista australiano, atualmente compete na MotoGP pela Prima Pramac Racing.

## Carreira

### Início
Nascido em Townsville, Queensland, Australia, Miller cresceu eu uma área longe da cidade. Uma cidade interiorana propicia para pilotar motos, quadriciclos, esqui aquático eram suas diversões. Com oito anos começou a competir localmente. Ele começou e foi campeão da Australian Dirt Bike champion na categoria 65cc em 2003. Ele foi cinco vezes campeão australiano e em outros campeonatos em 2005, 2006 e 2007 e em motobikes australianas.
Em 2011, mudou-se para a Europa e ingressou na categoria alemã German IDM 125cc. Miller teve bons resultados, e chamou atenção da equipe italiana Caretta Technology's Forward Racing, para ingressar na Moto3 para a temporada 2012.

### Moto3
Miller começou a pilotar em 2012 na Moto 3, com a Caretta Technology Forward Racing utilizando chassis Honda. Na temporada de estreia foi apenas 23º colocado com a melhor posição um 4º lugar. 
Na temporada 2013,  ele mudou para a equipe Racing Team Germany pilotando um chassi FTR Honda chassis, alcançando a 7º posição na temporada.
Em 2014, assinou com a KTM, com a equipe Red Bull KTM Ajo. Miller teve uma temporada que marcou sua primeira  melhor volta, primeiro pódio e vitória (foram seis no total), ficando com o vice-campoanto atrás apenas de Álex Márquez, por apenas dois pontos de diferença. 

### MotoGP
Na temporada 2015, deu um pulo da Moto3 para a MotoGP (fato raro) devido ao seu talento. Em 2016 o jovem australiano venceu sua primeira prova na categoria em uma chuvosa prova em junho na catedral holandesa de Assen, com o tempo de 22:17.447, em apenas 12 voltas completadas.
Entre as temporadas 2018 e 2020 foi piloto da equipe Pramac Racing.
Foi contratado pela equipe de fábrica da Ducati para a disputa das temporadas 2021-2022.
Ao final da temporada 2022 não teve seu contrato renovado pela Ducati, que o substituiu por Enea Bastianini, Jack ingressa na equipe KTM Tech3 em um contrato de dois anos.

## Resultados

### Por temporada
| Temporada | Classe | Motos     | Time                          | N. | Corridas | Vitórias | Podio | Pole | M.Volta | Pts | Pos |
| --------- | ------ | --------- | ----------------------------- | -- | -------- | -------- | ----- | ---- | ------- | --- | --- |
| 2011      | 125cc  | Aprilia   | RZT Racing                    | 73 | 6        | 0        | 0     | 0    | 0       | 0   | NC  |
| 2011      | 125cc  | KTM       | Caretta Technology            | 8  | 6        | 0        | 0     | 0    | 0       | 0   | NC  |
| 2012      | Moto3  | Honda     | Caretta Technology            | 8  | 14       | 0        | 0     | 0    | 0       | 17  | 23º |
| 2013      | Moto3  | FTR Honda | Caretta Technology – RTG      | 8  | 17       | 0        | 0     | 0    | 0       | 110 | 7º  |
| 2014      | Moto3  | KTM       | Red Bull KTM Ajo              | 8  | 18       | 6        | 10    | 8    | 1       | 276 | 2º  |
| 2015      | MotoGP | Honda     | CWM LCR Honda                 | 43 | 18       | 0        | 0     | 0    | 0       | 17  | 19º |
| 2016      | MotoGP | Honda     | Estrella Galicia 0,0 Marc VDS | 43 | 13       | 1        | 1     | 0    | 0       | 57  | 18º |
| 2017      | MotoGP | Honda     | Estrella Galicia 0,0 Marc VDS | 43 | 3        | 0        | 0     | 0    | 0       | 21* | 10º |
| Total     |        |           |                               |    | 89       | 7        | 11    | 8    | 1       | 498 |     |

* Temporada em progresso.

### Estastiticas MotoGP
(key) 
| Ano  | Classe | Moto      | 1       | 2       | 3       | 4       | 5       | 6       | 7       | 8       | 9       | 10      | 11     | 12      | 13     | 14     | 15      | 16     | 17      | 18     | Pos   | Pts |
| ---- | ------ | --------- | ------- | ------- | ------- | ------- | ------- | ------- | ------- | ------- | ------- | ------- | ------ | ------- | ------ | ------ | ------- | ------ | ------- | ------ | ----- | --- |
| 2011 | 125cc  | Aprilia   | QAT     | SPA     | POR     | FRA     | CAT     | GBR     | NED     | ITA     | GER Ret | CZE     | IND    |         |        |        |         |        |         |        | NC    | 0   |
| 2011 | 125cc  | KTM       |         |         |         |         |         |         |         |         |         |         |        | RSM 24  | ARA    | JPN 16 | AUS 23  | MAL 16 | VAL Ret |        | NC    | 0   |
| 2012 | Moto3  | Honda     | QAT 25  | SPA Ret | POR     | FRA Ret | CAT 15  | GBR Ret | NED DSQ | GER 4   | ITA 21  | IND DNS | CZE    | RSM Ret | ARA 19 | JPN 19 | MAL 13  | AUS 21 | VAL Ret |        | 23rd  | 17  |
| 2013 | Moto3  | FTR Honda | QAT 16  | AME 6   | SPA Ret | FRA 12  | ITA 10  | CAT 7   | NED 7   | GER 7   | IND Ret | CZE 7   | GBR 7  | RSM 5   | ARA 13 | MAL 6  | AUS 5   | JPN 6  | VAL Ret |        | 7th   | 110 |
| 2014 | Moto3  | KTM       | QAT 1   | AME 1   | ARG 3   | SPA 4   | FRA 1   | ITA Ret | CAT 4   | NED Ret | GER 1   | IND 3   | CZE 5  | GBR 6   | RSM 3  | ARA 27 | JPN 5   | AUS 1  | MAL 2   | VAL 1  | 2nd   | 276 |
| 2015 | MotoGP | Honda     | QAT Ret | AME 14  | ARG 12  | SPA 20  | FRA Ret | ITA Ret | CAT 11  | NED Ret | GER 15  | IND Ret | CZE 19 | GBR Ret | RSM 12 | ARA 19 | JPN Ret | AUS 15 | MAL 17  | VAL 21 | 19th  | 17  |
| 2016 | MotoGP | Honda     | QAT 14  | ARG Ret | AME DNS | SPA 17  | FRA Ret | ITA Ret | CAT 10  | NED 1   | GER     | GBR     | AUT    | CZE     | RSM    | ARA    | MAL     | JPN    | AUS     | VAL    | 13th* | 33* |

* Temporada em progresso.